# Tomb Raider: Chronicles
Tomb Raider: Chronicles is het vijfde deel in een serie van computerspellen gepubliceerd door Eidos Interactive en ontwikkeld door Core Design, waarin de avonturen van vrouwelijke archeoloog Lara Croft centraal staan. Dit deel werd uitgegeven voor pc, PlayStation en Sega Dreamcast. Datum van uitgave voor Dreamcast: 24 november 2000, voor PlayStation: 25 november 2000 en voor pc: 30 november 2000.

## Het verhaal
Lara is aan het eind van Tomb Raider: The Last Revelation levend begraven in de tempel van Horus en er wordt aangenomen dat ze dood is. Haar naasten komen samen in het Croft landhuis en halen herinneringen op aan avonturen die Lara heeft beleefd. In flashbacks spelen zich vier kleine avonturen af. Lara gaat op zoek naar de Steen der Wijzen in Rome, duikt voor de kust van Rusland naar de Speer van het Lot, gaat naar Ierland voor de Hellspawn en breekt in in een hightechbedrijfspand op zoek naar het Irisartefact.
Het spel bestaat uit 13 levels in 4 delen.